# Brighter Days (album Christina Bjordal)
Brighter Days è il secondo album in studio della cantante norvegese Christina Bjordal, pubblicato nel 2006 su etichetta discografica Universal Music Norway.

## Tracce
1. Destined to Try – 4:13
2. Night of Wings – 3:04
3. Marking Time – 3:20
4. Solitude – 4:05
5. Twinkles – 3:09
6. Brighter Days – 3:47
7. Blame the World – 3:04
8. At My Side – 4:31
9. The Light Beyond the Moon – 4:18
10. Promises – 3:20
11. Whisper – 3:20
12. How Peaceful – 3:20

## Classifiche
| Classifica (2006) | Posizione massima |
| ----------------- | ----------------- |
| Norvegia          | 31                |